# Casa Llopis Bofill
La Casa Llopis Bofill és un edifici al xamfrà dels carrers de València i Bailèn al barri de la Dreta de l'Eixample de Barcelona, catalogat com a bé cultural d'interès local.

## Història
El 1902, Manuel Llopis i Bofill (1849-1928), un conegut advocat i terratinent de Sitges, en nom propi i dels seus germans Joan, Maria i Mercè, va encarregar-ne el projecte a l'arquitecte Antoni Maria Gallissà i Soqué, i fou construïda entre aquesta data i 1903.
Gallissà, deixeble de Domènech i Montaner, havia intervingut en la construcció de l'Hotel Internacional i el Castell dels Tres Dragons per a l'Exposició Universal de 1888. En aquest cas, però, l'edifici s'allunya de les tendències goticistes imperants en el modernisme i incorpora elements neoàrabs com ara el maó (planta baixa, planta superior i emmarcaments de les tribunes), l'arc en punta (coronació dels eixos lateral i central), la ceràmica vidriada (especialment destacable en les bases de les balconades) i els esgrafiats de la façana, realitzats amb la col·laboració de Josep Maria Jujol. Aquesta tendència també va ser posada en pràctica per Joan Rubió i Bellver a la casa Roviralta (més coneguda com El Frare Blanc) de l'avinguda del Tibidabo, tot i que en aquesta cas no hi ha esgrafiats.
Actualment, l'edifici conserva un aspecte molt semblant al projecte original, tot i les obres de reparació dels desperfectes que va patir durant la Guerra Civil. Aquestes modificacions van comportar, entre altres coses, la pèrdua dels revestiments de l'últim pis i de la majoria de les vidrieres policromades.

## Descripció
De planta quadrangular aixamfranada, comprèn planta baixa, quatre pisos, àtic i terrat transitable darrera d'una falsa teulada.
La façana principal, que s'articula per mitjà de tres plans que s'adapten a la forma del xamfrà, es presenta ritmada, a cada angle i al bell mig del cos central, per tribunes de planta quadrangular que depassen la línia de cornisament de l'edifici. Una de les principals característiques de l'edifici és la mestria en què es complementen els diversos materials, especialment en la seva façana: la pedra és present en els pilars de la planta baixa i les llosanes dels balcons, el maó hi és en els arcs de la planta baixa i l'àtic, el revestiment esgrafiat en la resta de murs, el ferro i el vidre configuren les tribunes, que es decoren amb ceràmica vidrada, també present en alguns capitells, en la teulada i en altres elements decoratius.
La planta baixa presenta un total de vuit portals que donen accés a les botigues, coronats per arcs apuntats de maó que reposen sobre uns robustos pilars de pedra ornats en els angles amb semicolumnes de capitell geomètric. Dos d'aquests portals estan partits per un mainell de pedra coronat per dos arcs polilobulats de menor alçada i amb els carcanyols ornats amb plafons circulars de ceràmica. L'arc central, que esdevé l'eix de simetria que centra el caràcter axial de la façana, és el que dona accés a la finca, i presenta un contorn polilobulat coronat amb un plafó ceràmic motllurat amb l'emblema de l'Ave Maria. Just a sota, les restes de la reixa de tancament original de ferro forjat contenen la inscripció «Any 1903». Sobre aquest portal hi reposa la llosana de la tribuna central que, com les laterals, està realitzada amb volta catalana revestida amb rajoles vidrades de colors, parafrasejant la característica solera dels balcons barrocs barcelonins. Per la seva banda, la resta de balcons de la façana presenta una llosana de pedra de forma polilobulada similar al perfil d'una flor. A partir del primer pis, els murs de la façana es presenten revestits amb morter de color crema i ornats amb grans esgrafiats d'inspiració vegetal de tons terra. Aquesta mateixa tècnica s'empra als ampits de les tribunes, a excepció del primer i de l'últim pis, revestits amb rajola borda disposada en diagonal. Les tribunes venen configurades per una gran estructura de ferro forjat i tancades amb vidre i vitralls de colors de tipus floral.
L'àtic està conformat per una gran galeria d'arcs rebaixats de maó sobre pilars fasciculats de capitell i basament petri. La major part d'aquests arcs es presenten cegats darrere d'un aplacat de ceràmica vidrada verda. Sobre aquesta galeria, que s'emmiralla en la tradició medieval de les solanes, hi corre un aparatós ràfec de maó que sosté la falsa teuladeta de ceràmica vidrada verda que delimita el terrat. Aquesta mateixa solució s'empra en els coronaments de les tribunes, que depassen la línia de cornisament dotant la façana d'uns eixos verticals que contraresten l'horitzontalitat generalitzada de l'edifici.
El vestíbul configura l'espai interior més interessant de l'edifici: presenta un terra de marbre blanc i negre i els seus murs estan revestits d'estuc planxat que imita el marbre daurat i amb ornamentacions florals de color granat. La coberta d'aquest espai es resol per mitjà d'un fals sostre de fusta. Per mitjà d'una porta de fusta i vidre esmerilat i vitralls ornats a base de rams de cards s'accedeix a l'escala, emmarcada dins d'una caixa de planta triangular.